# کورک‌چولر (ساری‌چام)
کورک‌چولر (به ترکی استانبولی: Kürkçüler) یک منطقهٔ مسکونی در ترکیه است که در ساری‌چام واقع شده‌است.